# Montagnards
Els Montagnards o muntanyesos van ser un partit polític que va sorgir a França durant la Revolució, més concretament d'una facció dels jacobins. Van rebre aquest nom perquè eren els diputats que, a la Convenció Nacional, seien als bancs més alts. Es caracteritzaven per la defensa de la República i de les pretensions dels sans-culottes de la manera més radical, volien canvis immediats i no els importava eliminar tots aquells que pensaven de manera contrària. Els orígens es remunten al Club des Cordeliers, dit així perquè es trobaven al convent franciscà de París.En van ser membres destacats Georges Danton i Maximilien de Robespierre, els quals van publicar el seu ideari en Le Journal Officiel i L'Ami du peuple. L'època en què van assolir el poder se l'anomena el Terror. Van perdre el suport popular quan el seu líder, Robespierre, fou acusat i condemnat per acaparar el poder, com si volgués substituir la figura que més odiaven, el rei absolutista.

## Sorgiment i declivi

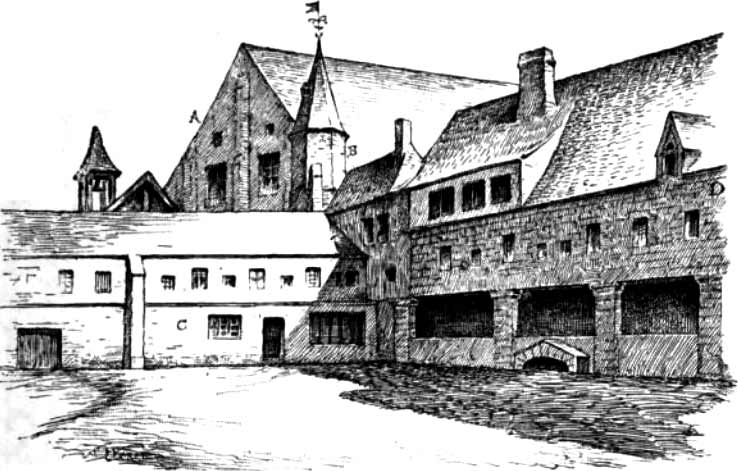
El convent dels Cordeliers (sobrenom dels franciscans), primer lloc on es trobaven els membres del partit.

Quan el maig del 1789 Lluís XVI convoca els Estats Generals per solucionar el problema financer, sorgeixen diferents partits:
- els aristòcrates, de posició intransigent, que acaben fugint a l'estranger per intrigar des d'allí;
- els monàrquics, que volen revolució moderada, un règim semblant a l'anglès una monarquia parlamentària;
- els constitucionals, que només volen limitar el poder reial;
- els demòcrates o patriotes, que impulsen una revolució socioeconòmica més que política i se subdivideixen en dos grups: girondins (federalistes, volen expandir la revolució a tot Europa) i jacobins, dins dels quals els montagnards són els més radicals (centralistes, el fi justifica els mitjans fins i tot el terror), un altre grup dels jacobins són els hebertistes, que són els radicals desarrapats amb ideals comunistes i un darrer grup són els igualitaristes.[2]

Alguns homes amb inquietuds polítiques i ideari demòcrata van iniciar trobades preocupats per la qüestió del vot (si havia de ser per cap o per estament) i es va formar el Club dels Cordeliers. Davant la passivitat del rei en aquest tema, els jacobins formen l'Assemblea Constituent. L'agost del 1792 els assemblearis decideixen abolir la monarquia i formar un nou sistema de govern que anomenen Convenció Nacional que es reuneix al Palau de les Teuleries. En aquest edifici els més radicals trien els escons de la part alta de la sala, d'on els ve el nom de la Muntanya. Al començament alguns dels seus membres van estar dubtant entre la posició girondina i la jacobina, però va ser el judici del rei el desembre del 1792, el fet que va consolidar el grup. Els girondins no tenien clar quina decisió prendre quan Lluís XVI va ser sorprès en un intent de fugir el 20 de juny del 1791 per cercar suports en altres monarquies. Els montagnards estaven decidits a jutjar-lo públicament acusat d'antipatriotisme.
Havent assolit el suport popular per aquest fet, els montagnards van començar a desacreditar els girondins acusant-los de falsos patriotes i enemics de la revolució. Van formar un comissió legislativa per fer l'esborrany d'una llei que limitaria el dret a les herències, cosa que encara els va donar més popularitat. Després van anar expulsant del Club dels Jacobins als girondins fins que també van quedar exclosos de la Convenció Nacional, això va passar entre el 31 de maig i el 2 de juny del 1793. Qualsevol intent d'oposició era eliminat. Maximilien de Robespierre va consolidar el seu lideratge sobre els montagnards amb el Comitè de Salvació Pública i el Tribunal Revolucionari, amb seu a la Conciergerie.
Un any després d'estar al poder el descontentament era patent: la burgesia els titllava de socialitzants i d'oblidar els altres sectors, mentre que els herbetistes se sentien decebuts, ja que esperaven l'abolició de la propietat privada. La creació del Comitè de Salvació Pública va ser el detonant on van començar les escissions dins del partit. Aquest comitè va exercir un estret control sobre els càrrecs militars i els funcionaris per evitar corrupció dins del govern. Això va ser considerat per alguns sobrepassar els límits del govern, va alçar la ira de petis grups que fan fer complots per fer-los fora, com la dels indulgents. Tot plegat va culminar en la reacció del 9 de Thermidor (27 de juliol del 1794) impulsada per un grup de dantonistes que temien per la pròpia vida. Robespierre fou condemnat a mort i la seva execució va suposar la fi dels montagnards, ja que molt pocs volien que se'ls relacionés amb un líder acusat d'actuar despòticament com un monarca de l'antic règim. A finals del 1794 els que en restaven, es van canviar de nom i van passar a dir-se La Crête, però van ser molt minoritaris i no van tornar a assolir el poder.

## Política en el govern
Hérault-Sécuells, va començar per redactar una nova constitució, que va estar enllestida en només vuit dies i que va ser aprovada per la Convenció el 24 de juny. Malgrat la inicial defensa que en va fer Robespierre, aquesta constitució va quedar després sense efecte quan ell mateix va crear el Comitè de Seguretat Pública.
La sensibilitat envers els empobrits camperols es concreta en una política que pretenia la redistribució de la terra. L'agost del 1793, un dels seus membres, Jean-Jacques Cambacérès va redactar un projecte de llei que abordava la reforma agrària el més urgent de la qual era "alliberar de les rendes els qui havien perdut la collita a causa del mal temps, donar compensacions per invertir en millores i garantir la tinença de manera fixa”. Això era, en part, per solucionar les inquietuds dels masovers del sud-oest. Aquest projecte no es va aprovar mai però indica la voluntat que tenien de connectar amb les classes socials més desafavorides.
El juliol del 1793 van aprovar la llei del màxim general, impulsada pels anomenats enragés, que fixava els preus i els sous a tota França. En aquell temps el preu del pa s'estava disparant, ja que la farina era un producte escàs, Collot d'Herbois i Billaud-Varenne van tenir la idea de controlar el preu per solucionar-ho. Amb aquesta llei evitaven que els més adinerats acaparessin un producte declarat de necessitat diària i a més feien que l'acaparament del gra fos un delicte punible amb la pena de mort.
Una altra actuació dels montagnards en el poder va ser la declaració de bloqueig dels productes francesos que s'exportaven, l'octubre del 1793, que també incloïa la prohibició d'importació. Això va impossibilitat que França negociés amb mercats exteriors. Aquest proteccionisme econòmic pretenia frenar l'endeutament.

## Membres
La següent llista de membres està classificada per faccions dins del partit:
| líderRobespierre: - Saint-Just - Georges Couthon - Hérault de Séchelles - Pierre-François-Joseph Robert - Paul de Barras - Joseph Fouché - Augustin Robespierre - Jacques-Louis David - Bertrand Barère - Choderlos de Laclos - Billaud-Varenne - Jean-Lambert Tallien - Louis-Michel le Peletier - François Hanriot - Jean-Baptiste de Lavalette - Jean-Baptiste Fleuriot-Lescot - Antoine Simon | liderHébert - Pierre Gaspard Chaumette - Jean-Paul Marat - Jean-Baptiste-Joseph Gobel - Anacharsis Cloots - François Chabot - Jean Baptiste Noël Bouchotte - Stanislas-Marie Maillard - François-Nicolas Vincent - Antoine-François Momoro - Charles Philippe Ronsin - Joseph Le Bon - Jean-Baptiste Carrier | líderDanton - Camille Desmoulins - Fabre d'Églantine - Julien de Toulouse - Louis Fréron - Pierre Philippeaux - François-Joseph Westermann - Isaac René Guy le Chapelier - François-Noël Babeuf |

## Resultats electorals
| any d'eleccions              | total de vots         | percentatge de vots | nombre d'escons | +/– | president                 |
| ---------------------------- | --------------------- | ------------------- | --------------- | --- | ------------------------- |
| Convenció Nacional           |                       |                     |                 |     |                           |
| 1792                         | 907.200               | 26,7                | 200 de 749      | 64  | Maximilien de Robespierre |
| Cos legislatiu del Directori |                       |                     |                 |     |                           |
| 1795                         | no participen         | no participen       | 64 de 750       | 136 |                           |
| 1798                         | resultats desconeguts | 70,7                | 175 de 750      | 111 |                           |
| 1799                         | desconegut            | desconegut          | 240 de 500      | 65  |                           |